# Uzarići
Uzarići ist eine Ortsgemeinschaft der Stadt Široki Brijeg im Südwesten von Bosnien und Herzegowina.
Die fast ausschließlich von Kroaten bevölkerte Ortsgemeinschaft liegt in der westlichen Herzegowina und hat 1.570 Einwohner in 375 Haushalten (2010). Während und nach dem Bosnienkrieg stieg die Bewohnerzahl schnell an.
Der Hauptort Široki Brijeg ist etwa 5 Kilometer entfernt, Međugorje ebenso wie Mostar ist etwa 25 km entfernt. Weitere Orte in der Umgebung von Uzarici sind Ljubuški, Grude, Knešpolje, Turčinovići, Biograci und Jare.
Uzarići ist ein agrarisch geprägter Ort, in dem Ackerbau, Viehzucht und Tabakanbau vorherrschend war und teils weiterhin ist. Ein paar Kilometer vom Ort fließt das Flüsschen Lištica. Dort werden Flusskrebse gefangen und meistens in Fässern aufbewahrt, um sie dann zu kochen und zu essen. Heute zählt diese Gegend, die auch Mostarsko Blato genannt wird, zu einem Nationalpark (Neretva Delta).